# قلعة ريفا
قلعة ريفا (بالتركية: Riva Kalesi)‏، هو حصن ساحلي بيزنطي يقع على تلة يلتقي فيها خور ريفا بالبحر الأسود في ريفا، بيكوز، إسطنبول. أُشيرَ إلى القرية باسم Ancyranum في عهد الإمبراطورية البيزنطية.
وأشار السلطان العثماني بايزيد الأول إلى أهمية السيطرة عليها بعد الاستيلاء على قلاعها المجاورة يوروس وشيل عام 1391م (793 هـ ). تم تسجيل القلعة لأول مرة في الأرشيف باسم Revan Kalesi في 1778-1779 م (1192 هـ).